# اشتات‌برگن
شهر اشتات‌برگن (به آلمانی: Stadtbergen) در ایالت بایرن در کشور آلمان واقع شده‌است.